# مک لارن ویل، استرالیای جنوبی
مک لارن ویل (به انگلیسی: McLaren Vale) یک شهرک در استرالیا است که در استرالیای جنوبی واقع شده‌است.